# Ctenochaetus tominiensis
Ctenochaetus tominiensis е вид лъчеперка от семейство Acanthuridae.

## Разпространение
Видът е разпространен в Австралия, Вануату, Източен Тимор, Индонезия, Малайзия, Микронезия, Палау, Папуа Нова Гвинея, Соломонови острови, Тонга, Тувалу, Фиджи и Филипини.